# Banki (Cuttack)
Banki is een stad en “notified area” in het district Cuttack van de Indiase staat Odisha. 

## Demografie
Volgens de Indiase volkstelling van 2001 wonen er 15.987 mensen in Banki, waarvan 52% mannelijk en 48% vrouwelijk is. De plaats heeft een alfabetiseringsgraad van 76%. 